# Viktor Lindberg
Viktor Lindberg, född  27 mars 1996 i Vingåker, Sverige, är en beachvolley- och volleybollspelare (vänsterspiker) som spelar i Sveriges volleybollandslag.
Lindbergs moderklubb är Vingåkers VK. Han var den yngsta spelaren i historien att spela i Elitserien. Han studerade vid Ållebergsgymnasiet och spelade med dess lag RIG Falköping från 2012 till 2015. Han debuterade i seniorlandslaget 2014 (han hade tidigare spelat med juniorlandslaget). Efter avslutade gymnasiestudier flyttade han 2015 till Hylte/Halmstad VBK. Med klubben slutade han trea i Elitserien 2016 och fyra 2017. I Grand Prix kom han tvåa tre gånger. Han vann mästerskapet med klubben 2018 och blev framröstad som årets spelare. Lindberg flyttad utomlands säsongen 2018/19 för spel med Raision Loimu i Finland. Han stannade med dem under en säsong innan han flyttade vidare till Tyskland och spel i Volleyball-Bundesliga med SVG Lüneburg. Efter två år med klubben flyttade han vidare till ligakonkurrenten United Volleys Frankfurt. Efter ett år med dem återvände han till Sverige för spel med först moderklubben Vingåkers VK och sedan 2023 Floby VK.
Han deltog i U18-EM i beachvolley 2013 tillsammans med Filip Mokelainen.